# 男はつらいよ 口笛を吹く寅次郎
『男はつらいよ 口笛を吹く寅次郎』（おとこはつらいよ くちぶえをふくとらじろう）は、1983年12月28日に公開された日本映画。男はつらいよシリーズの32作目。上映時間は105分。観客動員は148万9000人。配給収入は12億5000万円（10億8000万円とも）。

## あらすじ
寅次郎が旅先で見た夢では、社長・さくらたちが寅次郎の結婚のために花嫁を探し、翌日が結婚の日どりとなっていた。ところが、とらやに帰ってきた寅次郎にはさくらたちは気がつかず、偽の寅次郎（演：レオナルド熊）が帰ってきて、一同が大歓迎する。
備中高梁の地に立ち寄った寅次郎。博の亡き父の墓参りをしていたところ、寺の和尚（松村達雄）と出会い、意気投合。和尚と一緒にいた、美しくしっかりした出戻りの娘・朋子（竹下景子）に一目惚れしたことが、大きな原因であった。さらに、二日酔いの和尚の代理で法事に出て法話がウケたこともあって、寺に住み着く事になった。
さくらたち一家は博の父の三回忌のために菩提寺に集まるが、法事が始まり、坊主のかっこうの寅次郎がいるのに気付き、驚く。さくらは「まさか悪いことでもしてるんじゃないでしょうね」と涙ながらに心配したが、寅次郎は「これにはいろいろわけがあるんだ。泣くなっつーの」と返す。
寺を継ぐはずが、大学をやめて東京の写真スタジオで働くという長男の一道（中井貴一）を、和尚は勘当同然に追い出す。一道には、病弱な父を支えて酒屋を切り盛りしているひろみ（杉田かおる）という恋人がいた。「今夜中に東京に行く」と告げて電話を切った一道を、ひろみが追う。二人は、列車の窓越しに激しく手を振って別れたのだった。
さて、寅次郎は、後継ぎを失った寺の娘の朋子の再婚相手として、町で噂になるほどになっていた。ある夜、入浴中の和尚が朋子に対して「寅さんを婿養子に貰うか。今度結婚するなら、いっそ寅さんみたいな人がええと言っとったろ」と話しかけるのを耳にし、恥じらいを見せる朋子の姿を目の当たりにして、翌朝、書き置きを残して東京に発つ。朋子の婿となるにふさわしい僧侶になれるよう、帝釈天の門を叩き、御前様のもとで修行を積む事を宣言する。
そんな時、ひろみが一道を訪ねて上京する。一道はスタジオでの撮影中でなかなか外出できないが、いざとなったら寅次郎の実家のとらやを訪ねるようにひろみに言っておいたことが奏功して、そこでやっと再会できる。
一道の件の礼を言う口実で、朋子が柴又まで訪ねてきて、寅次郎と再会する。ひとしきり雑談をするまではいいが、二人きりになるとそわそわしてしまう寅次郎に、柴又駅まで送ってほしいと朋子は頼む。それでも和尚に土産を持たせたいと口実を見つけて、寅次郎はさくらに朋子を送らせる。結局、発車間際の一瞬しか話せなかったが、寅次郎は、思わせぶりに袖をつかみ、結婚したいとほのめかす朋子の気持ちに気付きながら、あえて冗談と受け止め笑ってごまかす。「じゃあ私の錯覚…」と、朋子は憂いに満ちた表情で首を振り、悲しげに去っていく。そして寅次郎もまた、旅に出るのであった。

## 解説
- 愛の告白をされているのに、自分から冗談にしてしまう寅次郎の哀しみがにじみ出ている作品である。
- 劇中で博の父親の飈一郎が亡くなったとの設定になっているが、役を演じた志村喬は前年の1982年に死去している。
- 1983年にミス松竹に選出されこの映画でデビューした女優の森口瑤子は、博の兄の娘役を演じた。当時の芸名は灘陽子である。
- 渥美清と関敬六は本作のロケ地で一緒の位牌を作っている[3]。関によれば自身は芸名の敬六のままとしながら、渥美の位牌は本名の田所康雄としており、その時点で渥美は病魔、病変を直感的に感じていたからかではないかと語っている。
- 主題歌中の寅次郎のセリフ「大道三間、軒下三寸、借り受けましての渡世。わたくし、野中の一本杉でございます」は、この作品のみ。
- 本作は、冒頭で寅次郎が柴又に戻る場面はない。また寅次郎の露店での啖呵売はなくハンコ屋の法事での説教のみになる。
- 第8作『寅次郎恋歌』以来何度か登場する六波羅貴子（池内淳子）の経営する喫茶店「ローク」が、本作から、やきそば牛丼の食堂に変わっている。
- 博が父の遺産を朝日印刷に投資したことで、朝日印刷はついにオフセット印刷を導入することができた。
- 後の『男はつらいよ 寅次郎紅の花』での寅次郎の台詞で、朋子が再婚したことが語られている。
- DVDに収録されている特典映像では以下のような没シーンが挿入されている。
  - 寅が朋子に家出をした過去を話すシーンで本編では「エンタをふかして…失礼、モクをふかせていたんです」であるが、予告編では「モクをふかせて…失礼ご存じないエンタを…、ま、煙草をふかせていたんですね」と順序が逆になっている。
  - さくらが電話で「お兄ちゃんがお坊さんに?」と驚くシーン。
  - 寅が親方熊(レオナルド熊)たちと別れた後、一人で吉備路を歩くシーン。
- 使用されたクラシック音楽
  - フェリックス・メンデルスゾーン作曲：劇付随音楽『夏の夜の夢』作品61から『結婚行進曲』パイプオルガン演奏～夢のシーン
  - テクラ・バダジェフスカ作曲：『乙女の祈り』オルゴール～柴又商店街
  - シューベルト作曲：ピアノ五重奏曲『ます』D667 から 「第4楽章アンダンティーノ」劇中 5度流れる。3度目はコーラングレのソロ。

## キャスト
- 車寅次郎：渥美清
- さくら：倍賞千恵子
- 石橋一道：中井貴一 - 備中高梁にある蓮台寺の住職・石橋泰道の長男。朋子の弟。
- ひろみ：杉田かおる - 備中高梁の酒屋「白神食料品店」の娘。
- 車竜造：下條正巳
- 車つね：三崎千恵子
- 諏訪博：前田吟
- たこ社長：太宰久雄
- 源公：佐藤蛾次郎
- 満男：吉岡秀隆
- 毅（博の長兄）：梅野泰靖
- 信子（博の姉）：八木昌子
- 修（博の次兄）：穂積隆信
- 親方・熊：レオナルド熊（夢の中の偽寅次郎も）-  寅さんと国鉄吉備線で出会う
- 蕎麦屋の店員：石倉三郎
- 親方・熊の後妻：あき竹城
- 京成柴又駅駅員：人見明
- 備北タクシー運転手：関敬六
- ゆかり：マキノ佐代子 - たこ社長の秘書。
- 毅の妻：上野稜子
- 岡山県諏訪家の近所のおばちゃん：岡島艶子
- 大阪屋の妻：市川千恵子
- ひろみの母：光映子
- 法事の客・お寺のお手伝い：谷よしの
- 衿子（毅の長女）：灘陽子
- 西屋東
- 中村・印刷工：笠井一彦
- 諏訪家の法事の客：和沢昌治
- 夢の花嫁、カメラマン助手：川井みどり
- 星野麗
- 備後屋：露木幸次
- モデル：レイチェル
- カメラマン：森山徹（特別出演）
- 御前様：笠智衆
- 石橋泰道：松村達雄 - 博の父・諏訪飃一郎の菩提寺である蓮台寺の住職。
- 大阪屋・堤行生：長門勇 - 堤章玉堂印鑑主人（通称：ハンコ屋）
- 石橋朋子：竹下景子 - 備中高梁の蓮台寺の住職・石橋泰道の長女。
- 法事の客：大杉侃二郎（ノンクレジット）
- 同：秩父晴子（ノンクレジット）
- とらやの客：篠原靖治（ノンクレジット）

## ロケ地
- 岡山県高梁市(紺屋川美観地区、薬師院(蓮台寺)、高梁川、石火矢町ふるさと村（武家屋敷通り）、岡村邸、油屋旅館、備中高梁駅、伯備線、方谷林公園）、吉備線
- 鳥取県日野郡江府町(御机)
- 広島県尾道市（因島・因島大橋付近）
- 東京都渋谷区(渋谷駅ハチ公前)

佐藤(2019)、P.634より

## スタッフ
- 監督・原作：山田洋次
- 脚本：山田洋次、朝間義隆
- 製作：島津清、中川滋弘
- 音楽：山本直純

## 受賞歴
- 第2回ゴールデングロス賞優秀銀賞、マネーメイキング監督賞[4]

## 同時上映
- 『喜劇 家族同盟』